# Hallopus
Hallopus victor
Genre
Espèce
Synonymes
- † Nanosaurus victor

Hallopus est un genre fossile de « reptiles » crocodylomorphes de la famille également éteinte des Hallopodidae. 
Une seule espèce est rattachée au genre : Hallopus victor, décrite à l'origine par Othniel Charles Marsh, en 1881, sous le nom de Nanosaurus victor.

## Historique
Hallopus a été d'abord été classé par Othniel Charles Marsh, son inventeur, comme un dinosaure, avant d'être rapproché des crocodiliens, puis des crocodylomorphes « sphénosuchiens ». Une étude phylogénétique de 2017 le place comme un crocodylomorphe basal, le genre type de la petite famille des Hallopodidae.
Ses fossiles ne sont connus que sur un site du Colorado aux États-Unis. Ils ont été mis au jour dans des sédiments du Jurassique supérieur, du Kimméridgien, soit il y a environ entre 154,8 et 149,2 millions d'années.

## Description

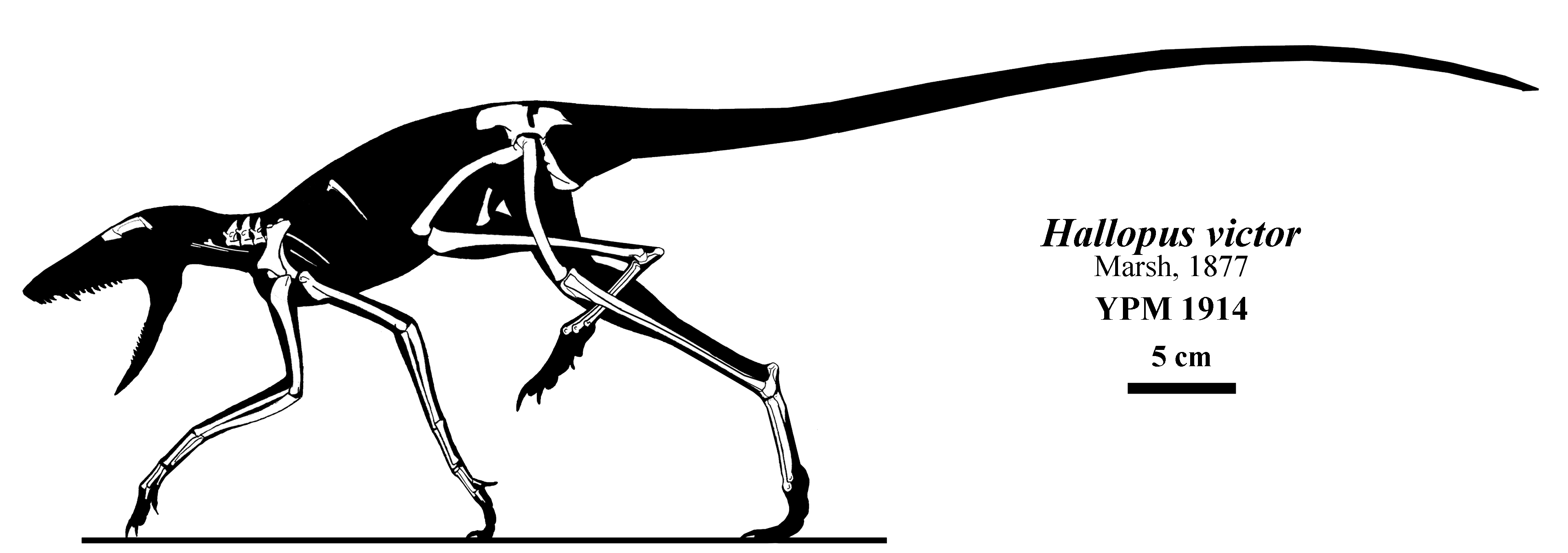
Silhouette de l'holotype d'Hallopus victor
avec la position des os retrouvés (en blanc).

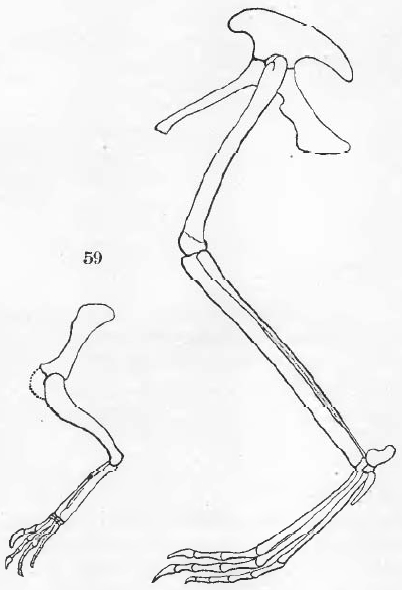
Dessins des membres avant et arrière d'Hallopus victor.

C'est un crocodylomorphe basal de taille modeste, de l'ordre de 1 mètre, avec une morphologie apparente de crocodiles « hauts sur pattes ».

## Classification
Au sein de la famille des Hallopodidae, Hallopus est placé en groupe frère du genre contemporain Macelognathus qui vivait également dans ce qui est aujourd'hui l'Ouest américain (Colorado et Wyoming),.
Il est assez proche également du troisième genre d'Hallopodidae : Almadasuchus, connu dans le Jurassique supérieur d’Argentine.